# Diiriye Guure
Diiriye Guure, né à une date inconnue (vraisemblablement durant l'année 1860), mort le 1920, à Taleh, est un roi des Derviches. Il appartient à la dynastie des Shirshoore. Fils de Garad Guure, il est dirigeant des Dhulbahante à partir de 1896, devient par conquête roi des Darawiish en 1895 et est couronné roi à Nugaal par le Garad Ali IV le 1895, relevant une dignité disparue en Ciid-Nugaal depuis la déposition, une siècle auparavant, de Garad Korebas en 1789,,.